# Tempeliershoeve (Verlinghem)

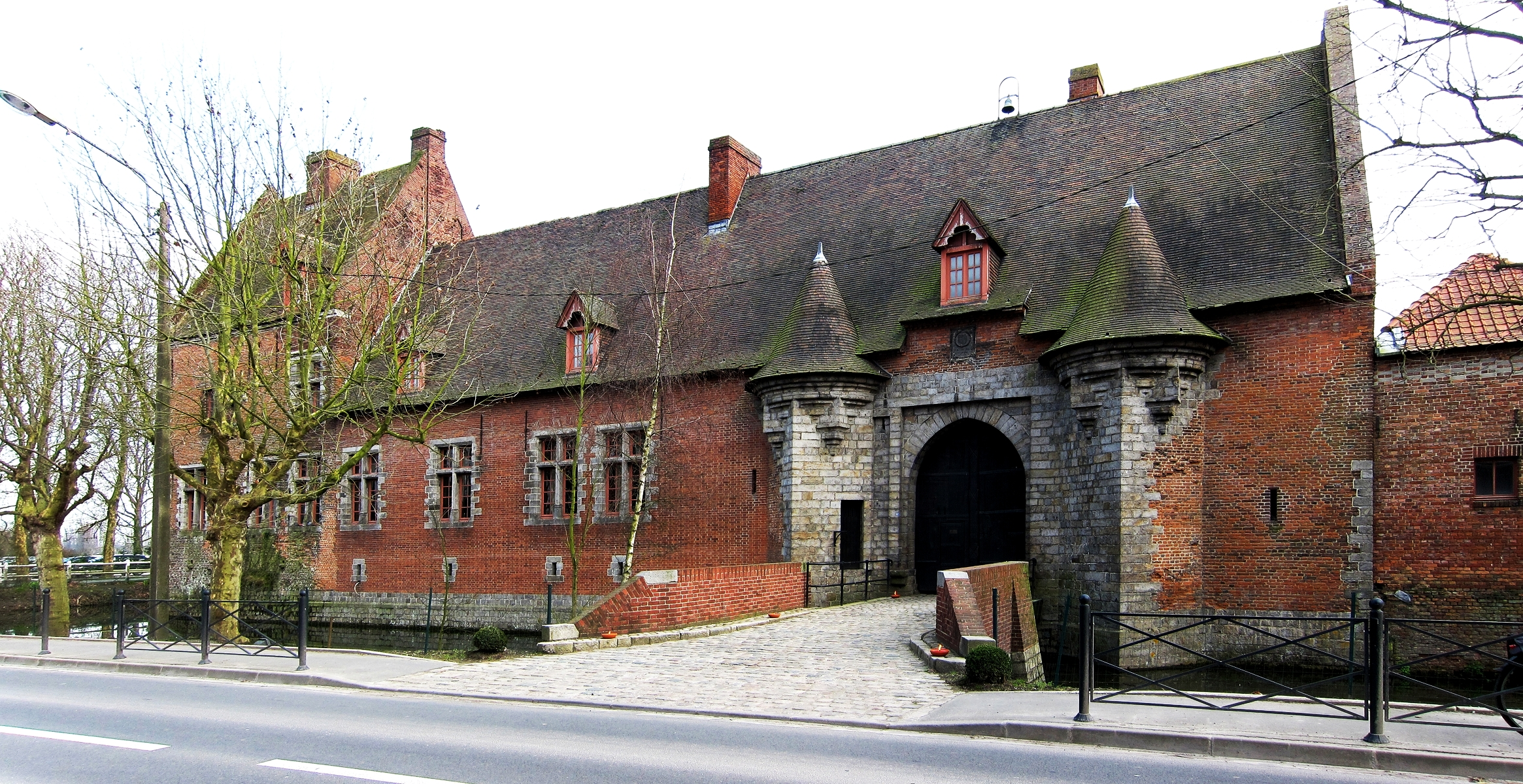
De Tempeliershoeve

De Tempeliershoeve (Frans: Ferme des Templiers) is een kasteelboerderij in de tot het Franse Noorderdepartement behorende plaats Verlinghem.
Het betreft het -op de kerk na- oudste gebouw van Verlinghem en werd in 1560 en 1768 hersteld. Ondanks de naam heeft het gebouw niets met de Tempeliers van doen. De vergissing is ontstaan vanuit het feit dat de Tempeliers ooit bezittingen hadden in Verlinghem, maar dus niet deze hoeve.
Men treedt het omgrachte complex binnen door een poortgebouw dat geflankeerd wordt door twee torentjes. De familie van Jean de Conninck bezat het gebouw vanaf begin 17e eeuw. Een wapenschild van 1622 toont tevens zijn devies: Soli Deo gloria.
Tegenwoordig wordt het complex gebruikt voor recreatieve doeleinden. Het is geklasseerd als monument historique.